# 金化合物
金化合物是金元素与其他元素形成的化合物。金化合物中的化合价有−1、+1、+2、+3和+5价，其中以+1和+3价最为常见。

## 无机化合物

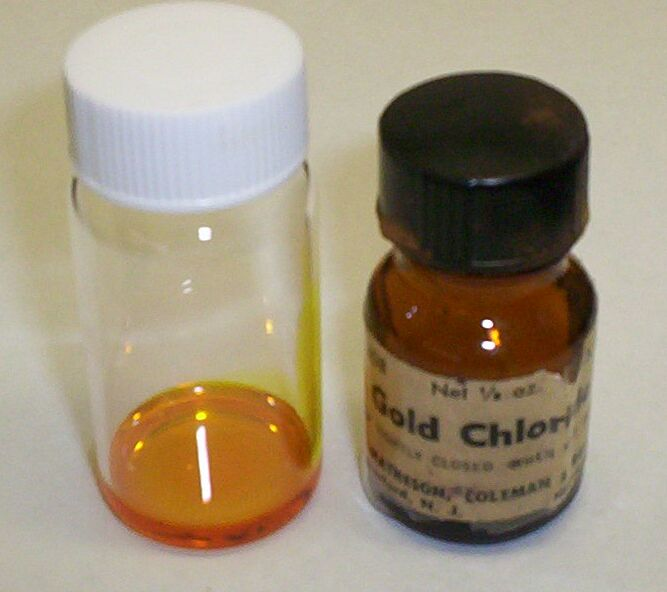
氯化金在水中溶解，得到H[AuCl_{3}(OH)]。

金和氯气在200 °C反应可以得到三氯化金，它在固相和气相是以氯桥连接的Au2Cl6二聚体。它加热可以分解为氯化亚金和氯气，氯化亚金在室温不稳定，在水中容易歧化为金和氯化金。溴化金的化学性质和氯化金十分相似。碘化金不稳定，易转化为碘化亚金。
相比简单无机物，金更容易形成配位化合物。一价金的配合物相比其简单离子在水溶液中稳定，AuI配合物的配位数以2最为常见，此外还有四配位的亚金化合物。AuIII配合物的配位数以4最常见，此外还有五、六配位的化合物。氯金酸（HAuCl4）是三价金的配合物之一，可由三氯化金溶于盐酸得到，或金直接和王水反应制备。它和碱金属氢氧化物或碳酸盐反应，可以得到氢氧化金。

## 有机化合物
有机金化合物是含金–碳键的化合物，第一个有机金化合物乙炔亚金（Au2C2）于1900年首次被发现。一些有机金化合物如下图所示：